# Castillo de Áqaba
El Castillo de Áqaba, también conocido como Castillo mameluco o Fuerte de Áqaba (قلعة العقبة) es una fortaleza situada en Áqaba (Jordania). Construido originalmente como una fortaleza cruzada, fue reconstruido por el sultán mameluco Al-Ashraf Qansuh al-Ghawri en el siglo xvi. Está localizado junto al mástil de Áqaba, en el que ondea la bandera de la Revuelta árabe contra los otomanos.
En 1916 fue escena de una victoria árabe cuando la fortaleza, defendida por los turcos fue tomada tras una carga de camellos realizada por las tropas árabes. Lawrence de Arabia viajó desde esta fortaleza hasta El Cairo para informar de este hecho al general británico Edmund Allenby. El puerto de Áqaba se convirtió en la principal base de suministros para la Rebelión árabe El Museo Arqueológico de Áqaba se encuentra junto a la fortaleza y fue en su tiempo residencia de Husayn ibn Ali.